# Lekkoatletyka na Światowych Wojskowych Igrzyskach Sportowych 2015 – rzut dyskiem kobiet
Rzut dyskiem kobiet – jedna z konkurencji technicznych rozegranych w dniu 7 października 2015 roku podczas 6. Światowych Wojskowych Igrzyskach Sportowych na kompleksie sportowym KAFAC Sports Complex w Mungyeongu.

## Terminarz
| Data                | Godzina (UTC+09:00) | Wydarzenie |
| ------------------- | ------------------- | ---------- |
| 7 października 2015 | 16:30               | Finał      |

## Rekordy
Tabela prezentuje rekord świata, a także rekord Igrzysk wojskowych (CSIM) przed rozpoczęciem mistrzostw.
|                                   | Zawodnik         | Wynik   | Miejsce        | Data              |
| --------------------------------- | ---------------- | ------- | -------------- | ----------------- |
| Rekord świata                     | Gabriele Reinsch | 2:02:57 | Neubrandenburg | 9 lipca 1988(dts) |
| Rekord Igrzyska wojskowych (CISM) |                  |         |                |                   |

## Medaliści
| Złoto            | Srebro                        | Brąz                    |
| Feng Bin · Chiny | Andressa de Morais · Brazylia | Julija Maltsewa · Rosja |

## Finał
| Pozycja | Zawodniczka            | Państwo           | #1    | #2    | #3    | #4    | #5    | #6    | Wynik | Uwagi |
| ------- | ---------------------- | ----------------- | ----- | ----- | ----- | ----- | ----- | ----- | ----- | ----- |
| 01 !    | Feng Bin               | Chiny             | 59,01 | 60,25 | 60,30 | 60,68 | 62,07 | 60.59 | 62,07 |       |
| 02 !    | Andressa de Morais     | Brazylia          | 56,23 | 59,07 | 57,41 | x     | x     | x     | 59,07 |       |
| 03 !    | Yuliya Maltseva        | Rosja             | 55.69 | 57,52 | x     | x     | 57,16 | 53,45 | 57,52 |       |
| 4       | Gu Siyu                | Chiny             | 56,42 | 56,06 | x     | 54,09 | 53,09 | x     | 56,42 |       |
| 5       | Chrisula Anagnostopulu | Grecja            | 52,15 | 54,56 | 55,09 | 54,05 | 54,07 | 53,86 | 55,09 |       |
| 6       | Noora Salem Jasim      | Bahrajn           | 40.68 | x     | 45,17 | 45,45 | 47,62 | 49,87 | 49,87 |       |
| 7       | Paige Blackburn        | Stany Zjednoczone | 49,39 | x     | x     | x     | x     | x     | 49,39 |       |
| 8       | Auriol Dongmo          | Kamerun           | x     | x     | 44,50 | 45,20 | 45,00 | 46,44 | 46,44 |       |
| 9       | Caroline Cherotich     | Kenia             | 42,79 | 41,15 | x     |       |       |       | 42,79 |       |